# Valeurs de référence pour les principaux tests biologiques
Les valeurs de référence visent à décrire les différentes valeurs que peuvent prendre les résultats des examens de biologie médicale chez les sujets (humains ou animaux) en bonne santé d'un groupe d'individus définis (par exemple, classes d'âge, sexe, races chez les animaux). Leur production et leur présentation font l'objet de recommandations internationales (IFCC - CLSI),. Elles sont, la plupart du temps, présentées sous forme d'un intervalle de référence avec une limite inférieure et supérieure, déterminées par des méthodes statistiques parfois complexes et devraient être exprimées dans le Système international d'unités.
Le terme valeur de référence, est préféré à « valeur usuelle » ou « valeur normale » ou à « norme », même si ces derniers sont souvent utilisés.
Un test biologique est, en médecine, un examen de biologie médicale dont le but est de compléter l'examen médical du patient et d'apporter des informations complémentaires. Ces examens sont prescrit dans un but de dépistage, de diagnostic ou de surveillance.
En France en 1999, les consultations de médecine générale comportent une prescription d'examen complémentaire dans 17 à 22 % des cas, dont les trois quarts sont des examens biologique et un quart des examens d'imagerie.

## Variabilité biologique
Les différentes variables mesurées en biologie varient en fonction des individus, dans des limites données chez les individus en bonne santé (intervalles de référence) et, l'interprétation des résultats des examens biologique chez un patient dépend notamment des intervalles de référence déterminés pour chaque constituant.
En biologie médicale humaine, les intervalles de référence ont été déterminés pour la plupart sur des échantillons d'individus caucasiens en bonne santé, et ces valeurs peuvent être différentes pour un autre type de population. Selon les recommandations internationales, les intervalles de référence doivent être déterminés par chaque laboratoire avec les méthodes qu'il utilise.
La numération formule sanguine est un examen biologique sanguin particulièrement intéressant et fréquemment prescrit. Les limites de référence pour cet examen, déterminées pour une population caucasienne d'adultes sains, présentent des différences notables avec la population noire africaine ou antillaise. Ainsi, par exemple, il existe chez cette dernière une hypoleucocytose fréquente,,,. des numérations de neutrophiles, lymphocytes et de monocytes classiquement inférieures
,
,
,
  ainsi que des valeurs plus basses pour l’hématocrite et l’hémoglobine
,
,
,
,
.
De plus il existe des différences selon le sexe. Ainsi chez la femme, la numération des polynucléaires neutrophiles et des plaquettes est plus élevée, celle des lymphocytes plus basse,,.

## Définitions internationales
Les définitions suivantes sont une transcription commentée des définitions (en anglais) adoptées par l'EPTRV (Expert Panel on Theory of Reference Values) de l'IFCC (International Federation of Clinical Chemistry and Laboratory Medicine). Elles concernent les valeurs de référence de population, par opposition aux valeurs de référence individuelles qui décrivent la variation biologique d'un individu au cours du temps.
Un individu de référence est une personne sélectionnée en fonction de critères précisément définis (supposée en bonne santé, âge, sexe, conditions de vie décrits).
La population de référence rassemble tous les individus de référence.
Un échantillon de référence est constitué d'un certain nombre d'individus de référence (c'est donc une partie de la population de référence, qui sert aux études ultérieures [cf. infra]).
Une valeur de référence est la valeur d'une mesure effectuée ou d'une observation faite chez un individu de référence.
La distribution de référence est la représentation de la répartition des valeurs de référence (le plus souvent sous forme de l'histogramme des valeurs obtenus chez les individus constituant l'échantillon de référence).
L'intervalle de référence, borné par deux limites de référence, comprend en général 95 % des valeurs de référence.
Une conséquence de ces conventions internationales est que les intervalles de référence, supposés décrire les fluctuations d'une variable chez des sujets en bonne santé, ne décrivent que 95 % des sujets en bonne santé, laissant 2,5 % de valeurs en deçà et au-delà de ces limites.

## Détermination des Intervalles de référence de population
La détermination de l'intervalle de référence d'une variable est une tâche longue, difficile et coûteuse, complètement encadrée par les recommandations internationales[2]. Pour résumer, elle nécessite :
1/ d'établir les caractéristiques métrologiques de la technique de mesure employée;
2/ de déterminer l'ensemble des facteurs de variation préanalytiques et biologiques susceptibles d'interférer;
3/ d'établir des critères d'inclusion et d'exclusion précis pour la sélection des individus de référence, de sélectionner ces derniers à l'aide d'un questionnaire correspondant et d'obtenir leur consentement éclairé;
4/ de décider du nombre d'individus de référence nécessaires au traitement statistique des valeurs obtenues (cf.infra; en général au minimum 120, si des méthodes non paramétriques sont utilisées)
5/ de collecter les spécimens nécessaires et de les analyser pour obtenir les valeurs de référence;
6/ d'analyser les valeurs de référence obtenues pour déterminer l'intervalle de référence.
Ces procédures n'étant pas à la portée de tous les laboratoires, deux autres moyens sont également proposés :
- le transfert d'un intervalle de référence préalablement déterminé de manière correcte, en se fondant sur la comparaison des populations et techniques utilisées ;
- la vérification d'un intervalle de référence préalablement déterminé de manière correcte, par l'analyse des résultats obtenus dans un échantillon d'une vingtaine d'individus de référence.

## Intervalles de référence de population
Les intervalles de référence des examens de laboratoire les plus fréquents sont indiquées dans ce chapitre. Chaque valeur est exprimée en unités "traditionnelles", et il serait préférable qu'ils le soient dans le Système international (SI), même si cela ne correspond pas aux habitudes de certains cliniciens. Ces intervalles sont ceux de la source citée et ne sont pas nécessairement transposables à certaines populations et à des laboratoires utilisant des techniques différentes.

### Hémogramme
| Constituant                                               | Homme adulte                 | Femme adulte   | Nouveau-né      | À 1 an         | À 12 ans       | Unité       |
| --------------------------------------------------------- | ---------------------------- | -------------- | --------------- | -------------- | -------------- | ----------- |
| Globule rouge (GR)                                        | 4.5 - 6.2                    | 4 - 5.4        | 5 - 6           | 3.5 - 6        | 4 - 5.4        | millions/µL |
| Globule blanc (GB)                                        | 4.000 - 11.000               | 4.000 - 11.000 | 10.000 - 25.000 | 6.000 - 10.000 | 4.000 - 11.000 | /µl         |
| Polynucléaire neutrophile                                 | 1700 - 7000 (45 - 70 %)      | "              | "               | "              | "              | /µl         |
| Polynucléaire basophile                                   | 10 - 50 (0 - 0,5 %)          | "              | "               | "              | "              | /µl         |
| Polynucléaire éosinophile                                 | 50 - 700 (1 - 5 %)           | "              | "               | "              | "              | /µl         |
| Lymphocyte                                                | 1500 - 4000 (20 - 40 %)      | "              | "               | "              | "              | /µl         |
| Monocyte                                                  | 100 - 1000 (3 - 10 %)        | "              | "               | "              | "              | /µl         |
| Hémoglobine (Hb)                                          | 13 - 17                      | 12 - 16        | 14 - 19         | 11 - 13        | 12 - 16        | g/100 ml    |
| Hématocrite (Ht)                                          | 40 - 50                      | 35 - 47        | 44 - 62         | 36 - 42        | 35 - 47        | %           |
| Volume globulaire moyen (VGM)                             | 85 - 95                      | "              | -               | -              | -              | µm3         |
| Concentration corpusculaire moyenne en hémoglobine (CCMH) | 31 - 36                      | "              | -               | -              | -              | g/dl        |
| Teneur corpusculaire moyenne en hémoglobine (TCMH)        | 29 - 35                      | "              | -               | -              | -              | pg          |
| Réticulocyte                                              | 25 000 - 100 000 (0,5 - 2 %) | "              | -               | -              | -              | /µl         |